# Dekanat Göppingen-Geislingen
Das Dekanat Göppingen-Geislingen ist eines von 25 Dekanaten der römisch-katholischen Diözese Rottenburg-Stuttgart und besteht aus 14 Seelsorgeeinheiten und 39 Kirchengemeinden (davon 19 bei Göppingen 21 bei Geislingen), die im Landkreis Göppingen liegen. Neben den 39 Kirchengemeinden werden im Dekanatsbereich in 20 weiteren Teilorten regelmäßig Gottesdienststätten genutzt. Der Dekanatssitz befindet sich in Göppingen.

## Aufgaben
Das Dekanat erledigt als „mittlere Ebene“ zwischen Diözese und Kirchengemeinden drei Aufgaben: Es unterstützt die Kirchengemeinden des Dekanats in ihrem pastoralen Auftrag, vertritt die katholische Kirche in regionalen Belangen der Gesellschaft und Kultur und vermittelt die Anliegen des Bischofs.

## Gliederung
Das Dekanat Göppingen gliedert sich in die folgenden 14 Seelsorgeeinheiten:
- Seelsorgeeinheit 1: Oberes Filstal
Gemeinden: St. Cyriakus in Wiesensteig – St. Margaretha in Hohenstadt – St. Margaretha in Mühlhausen

- Seelsorgeeinheit 2: Deggingen-Bad Ditzenbach
Gemeinden: Zum Heiligen Kreuz in Deggingen – St. Laurentius in Bad Ditzenbach – St. Michael in Drackenstein – St. Magnus in Gosbach (mit Josefskapelle (Gosbach)) – St. Pantaleon  in Reichenbach im Täle

- Seelsorgeeinheit 3: Geislingen
Gemeinden: St. Maria in Geislingen an der Steige – Mariä Himmelfahrt in Eybach – St. Johannes Evangelist in Geislingen – St. Sebastian in Geislingen – Kroatische Gemeinde Sveti Leopold Bogdan Mandic in Geislingen

- Seelsorgeeinheit 4: Böhmenkirch-Treffelhausen
Gemeinden: St. Hippolyt in Böhmenkirch – St. Vitus in Treffelhausen

- Seelsorgeeinheit 5: Lautertal
Gemeinden: St. Martinus in Donzdorf – St. Martinus in Nenningen – St. Petrus in Reichenbach unter Rechberg – Mariä Himmelfahrt in Weißenstein – St. Sebastian und Rochus in Winzingen

- Seelsorgeeinheit 6: Süßen-Gingen-Kuchen
Gemeinden: Mariä Himmelfahrt in Süßen – Zum Hl. Kreuz in Kuchen

- Seelsorgeeinheit 7: Mittleres Filstal
Gemeinden: St. Margaretha in Salach – St. Sebastian in Ottenbach

- Seelsorgeeinheit 8: Eislingen St. Markus-Liebfrauen
Gemeinde: St. Markus-Liebfrauen in Eislingen/Fils

- Seelsorgeeinheit 9: Unterm Staufen
Gemeinden: Mariä Himmelfahrt in Rechberghausen – St. Johannes Evangelist in Wäschenbeuren

- Seelsorgeeinheit 10: Göppingen
Gemeinden: St. Maria in Göppingen – Christkönig in Göppingen – Kroatische Gemeinde Blazeni Jakov Zadranin in Göppingen
St. Josef in Göppingen – St. Paul in Göppingen – Heilig Geist in Ursenwang – Italienische Gemeinde San Francesco d’Assisi in Göppingen
St. Nikolaus von Flüe in Jebenhausen – Zum Heiligsten Herzen Jesu in Bezgenriet – Zur Heiligen Familie in Faurndau

- Seelsorgeeinheit 13: Voralb
Gemeinden: Heilig Kreuz in Bad Boll – St. Thilo in Heiningen

- Seelsorgeeinheit 14: Unteres Filstal
Gemeinden: Herz Jesu in Ebersbach an der Fils – St. Martinus in Albershausen – Heilig Kreuz in Uhingen.